# 健太
健太（けんた、1987年6月26日 - ）は、日本の男性キックボクサー。本名は山田 健太（やまだ けんた）。群馬県出身。E.S.G所属。獨協大学経済学部卒業。元ニュージャパンキックボクシング連盟スーパーウェルター級王者。元ニュージャパンキックボクシング連盟ウェルター級王者。Krush－70kg（現：スーパーウェルター級）初代王者。現WBCムエタイ日本ウェルター級王者。

## 来歴
2004年11月、高崎東高校1年でキックボクシングを始める。
2005年1月30日、マーシャルアーツ日本キックボクシング連盟興行でプロデビュー。当時の所属はワイルド シーサー群馬
2006年4月、獨協大学経済学部に入学。
2008年3月2日、K-1 JAPAN TRYOUT（ミドル級）を受験し、合格を果たした。
2008年5月11日、ニュージャパンキックボクシング連盟のNJKFウェルター級王者決定戦で古川照明と対戦し、判定勝ちを収め、NJKFウェルター級王者となった。同王座はスーパーウェルター級に階級変更するために2009年12月31日付けで返上した。
2010年3月、大学を卒業。
2010年5月9日、NJKFスーパーウェルター級王座決定戦で太陽照明と対戦し、5RTKO勝ちで王座を獲得した。
2010年7月9日、Krush初参戦となったKrush.8のメインイベントで名城裕司と対戦し、0-3の判定負け。
2010年9月20日、Krush.10で渡辺雅和と対戦し、2-0の判定勝ちを収めた。
2011年5月29日、Krush -70kg初代王座決定トーナメント 〜開幕戦〜で、二度目の再戦となる渡辺雅和と対戦し、3-0の判定勝ちを収めた。
2011年7月16日、Krush -70kg初代王座決定トーナメントの準決勝で、K-1で活躍する中島弘貴の強打を完封し2-0の判定勝ち。決勝で約2年2ヶ月ぶりに山内佑太郎と対戦し2-0の判定勝ちを収めKrush-70kg初代王座を獲得。

## 人物
かなりの肉体美を持つ人物であり、以下に示す通り、自身の肉体へのこだわりが強い。
- 前日計量の際には必ず露出度の高いビキニパンツを穿いて計量を行い、報道陣をざわめかすことが毎回恒例となっている[11]。
- 日焼けサロンには、2日間行って1日休むというペースで通っている[12]。

## 戦績
| キックボクシング 戦績 | キックボクシング 戦績 | キックボクシング 戦績 | キックボクシング 戦績 | キックボクシング 戦績 | キックボクシング 戦績 | キックボクシング 戦績 |
| --------------------- | --------------------- | --------------------- | --------------------- | --------------------- | --------------------- | --------------------- |
| 49 試合               | (T)KO                 | 判定                  | その他                | 引き分け              | 無効試合              |                       |
| 34 勝                 | 10                    | 15                    | 0                     | 3                     | 0                     |                       |
| 12 敗                 | 2                     | 8                     | 0                     | 3                     | 0                     |                       |

| 勝敗 | 対戦相手                     | 試合結果                                      | 大会名 | 開催年月日     |
| ○    | 佐藤嘉洋                     | 3R 判定2-0                                    | Krush.26 | 2013年1月26日  |
| ○    | 白神武央                     | 5R 判定3-0                                    | ニュージャパンキックボクシング連盟 「KICK TO THE FUTURE 9」                                                               | 2012年11月25日 |
| ×    | 宮越宗一郎                   | 3R 1:26 TKO                                   | ニュージャパンキックボクシング連盟 「KICK TO THE FUTURE 6」                                                               | 2012年9月22日  |
| ○    | 喜入衆                       | 2R 1:48 TKO                                   | ニュージャパンキックボクシング連盟 「KICK TO THE FUTURE 3」                                                               | 2012年6月24日  |
| ×    | 城戸康裕                     | 2R 1:28 KO（右バックブロー）                  | Krush.17 【Krush-70kg級タイトルマッチ】                                                                                   | 2012年3月17日  |
| ×    | TOMOYUKI                     | 3R 判定0-2                                    | ニュージャパンキックボクシング連盟 「KICK TO THE FUTURE 1」                                                               | 2012年2月18日  |
| ×    | 山本優弥                     | 3R+延長R終了 判定0-3                          | K-1 WORLD MAX 2011～－70kg Japan Tournament FINAL～ 【準決勝】                                                            | 2011年9月25日  |
| ○    | 城戸康裕                     | 3R終了 判定2-0                                | K-1 WORLD MAX 2011～－70kg Japan Tournament FINAL～ 【1回戦】                                                             | 2011年9月25日  |
| ○    | 山内佑太郎                   | 3R終了 判定2-0                                | Krush -70kg初代王座決定トーナメント 〜決勝戦〜 【決勝】                                                                   | 2011年7月16日  |
| ○    | 中島弘貴                     | 3R終了 判定3-0                                | Krush -70kg初代王座決定トーナメント 〜決勝戦〜 【準決勝】                                                                 | 2011年7月16日  |
| ○    | 渡辺雅和                     | 3R終了 判定3-0                                | Krush -70kg初代王座決定トーナメント 〜開幕戦〜 【1回戦】                                                                  | 2011年5月29日  |
| ○    | 秀虎                         | 2R 2:23 KO（右ハイキック）                    | Krush初代王座決定トーナメント ～Round.2～                                                                                 | 2011年1月9日   |
| ○    | 渡辺雅和                     | 3R+延長R終了 判定2-0                          | Krush.10 | 2010年9月20日  |
| ×    | 名城裕司                     | 3R終了 判定0-3                                | Krush.8 | 2010年7月9日   |
| ○    | 太陽照明                     | 5R 1:01 TKO（ドクターストップ：右目上カット） | ニュージャパンキックボクシング連盟 「熱風 零四」 【NJKFスーパーウェルター級王座決定戦】                                   | 2010年5月9日   |
| ○    | 北山高与志                   | 3R終了 判定3-0                                | ニュージャパンキックボクシング連盟 「熱風 零参」                                                                          | 2010年3月28日  |
| ○    | 大野崇                       | 3R終了 判定3-0                                | ニュージャパンキックボクシング連盟 「ROAD TO REAL KING 14」                                                               | 2009年11月28日 |
| ×    | TATSUJI                      | 3R終了 判定0-2                                | ニュージャパンキックボクシング連盟 「WBCムエタイルール日本統一王座決定戦 〜ROAD TO REAL KING 11」                         | 2009年9月23日  |
| ○    | 山内裕太郎                   | 5R終了 判定2-0                                | ニュージャパンキックボクシング連盟 「ROAD TO REAL KING VI」                                                               | 2009年5月10日  |
| ○    | 紅闘志也                     | 5R終了 判定3-0                                | ニュージャパンキックボクシング連盟 「GO FOR BROKE 〜ROAD TO REAL KING III〜」                                             | 2009年3月22日  |
| △    | イソラサック・シッセックサン | 5R終了 判定 0-1                               | ニュージャパンキックボクシング連盟/センチャイムエタイジム 「Muay Thai Open6」                                             | 2008年11月30日 |
| ×    | ファビオ・ピンカ             | 5R終了 判定0-3                                | Janus Fight Night "The Legend"                                                                                            | 2008年11月8日  |
| ×    | ガンスワン・BeWell           | 5R終了 判定0-3                                | ニュージャパンキックボクシング連盟 「START OF NEW LEGEND IX 〜新しい伝説の始まり〜」                                      | 2008年7月27日  |
| ×    | 長島☆自演乙☆雄一郎           | 5R終了 判定1-2                                | ニュージャパンキックボクシング連盟 健心塾主催「WEST SWELL 〜西のうねり〜」                                                | 2008年6月8日   |
| ○    | 古川照明                     | 5R終了 判定3-0                                | ニュージャパンキックボクシング連盟 「START OF NEW LEGEND III 〜新しい伝説の始まり〜」 【NJKFウェルター級王者決定戦】      | 2008年5月11日  |
| ○    | K・ウォーワンチャイ          | 4R 2:09 KO（左フック）                        | ニュージャパンキックボクシング連盟 「START OF NEW LEGEND 〜新しい伝説の始まり〜」                                         | 2008年3月8日   |
| ○    | 後藤友宏                     | 3R 1:26 KO（右ボディアッパー）                | ニュージャパンキックボクシング連盟 「FIGHTING EVOLUTION XIII 〜進化する戦い13th〜 The Last Supper 最後の晩餐」            | 2007年11月23日 |
| ○    | 小澤和樹                     | 3R 1:41 TKO（ヒジによるカット）               | ニュージャパンキックボクシング連盟 「FIGHTING EVOLUTION XII 〜進化する戦い12th〜 THE "FIVE-STAR" FIGHT」                  | 2007年10月14日 |
| △    | 笛吹丈太郎                   | 5R終了 判定1-1                                | ニュージャパンキックボクシング連盟 「FIGHTING EVOLUTION X 〜進化する戦い10th〜 THE NEXT GENERATION、WHO GET THE CHAMP!?」 | 2007年9月2日   |
| ○    | イ・テウォン                 | 5R終了 判定3-0                                | ニュージャパンキックボクシング連盟 「FIGHTING EVOLUTION VIII 〜進化する戦い8th〜 COUNTER THE ASIAN ATTACK」」             | 2007年7月1日   |
| ○    | KEN                          | 1R 2:27 KO（右ストレート）                    | ニュージャパンキックボクシング連盟 「FIGHTING EVOLUTION VI 〜進化する戦い6th〜 BATTLE OF THE WARRIORS」                   | 2007年5月13日  |
| ○    | 守屋拓郎                     | 1R 1:56 KO                                    | ニュージャパンキックボクシング連盟 「FIGHTING EVOLUTION III 〜進化する戦い〜 THREE KINGS CHAMPION CARNIVAL」              | 2007年3月18日  |
| ×    | DJ.taiki                     | 5R終了 判定0-2                                | ニュージャパンキックボクシング連盟 「FIGHTING EVOLUTION I 〜進化する戦い〜」                                              | 2007年1月14日  |
| ○    | 森田泰男                     | 2R 2:35 KO（3ノックダウン）                   | ニュージャパンキックボクシング連盟 「ADVANCE X 〜前進〜 真王杯決勝戦」                                                    | 2006年11月23日 |
| ○    | 加藤大輔                     | 3R終了 判定3-0                                | ニュージャパンキックボクシング連盟 「ADVANCE IX 〜前進」                                                                  | 2006年10月15日 |
| ○    | 基流・ザ・ハイネッケン       | 3R終了 判定3-0                                | TRIAL LEAGUE.7 | 2006年9月17日  |
| ○    | 飛本栽                       | 3R終了 判定3-0                                | J-NETWORK 「GO! GO! J-NET '06 〜STREETS of FIRE〜」                                                                       | 2006年7月25日  |
| ×    | 日菜太                       | 3R 2:17 TKO（レフェリーストップ：パンチ連打） | R.I.S.E. XXVI | 2006年5月28日  |
| ○    | 芳野亮太                     | 2分3R終了 判定2-0                             | MA日本キックボクシング連盟 「DETERMINATION（決心） 6th 〜新人王トーナメント2005〜」                                       | 2005年7月17日  |
| △    | 寺山拓浦                     | 3R終了 判定                                   | MA日本キックボクシング連盟 「DETERMINATION（決心） 1st」                                                                  | 2005年1月30日  |

## 獲得タイトル
- 第8代ニュージャパンキックボクシング連盟ウェルター級王座
- 第2代ニュージャパンキックボクシング連盟スーパーウェルター級王座
- Krush－70kg初代王座
- 第4代WBCムエタイ日本ウェルター級王者